# 1299
Cette page concerne l'année 1299  du calendrier julien.
L'année 1299 est une année commune qui commence un jeudi.

## Événements
- 6 mai[1] : début du siège de Tlemcen (fin en 1307).
- 23 - 24 décembre : victoire des Mongols en Syrie face aux Mamelouks à la bataille de Wadi al-Khazandar près de Homs.
  - Campagne d’Arghun Ghazan contre le sultan Mamelouk de Syrie (fin en 1300). Il a l’appui des Arméniens, des Géorgiens, du roi de Chypre et des Hospitaliers. Alep est prise en décembre, Damas en janvier 1300. Dès le départ de l’armée mongole (1302), les Mamelouks reprennent les villes et les il-qan doivent finalement renoncer à la Syrie[2].
- Début du règne de Ouédem-Arad, fils de Yekouno Amlak, roi d’Éthiopie (fin en 1314)[3].
- Les trois frères Shan s'emparent de Pagan en Birmanie et tuent le prince Kyawswa gouverneur de la ville pour les Mongols[4].
- Les musulmans de Delhi conquièrent le Gujarat. Une armée commandée par deux des frères du sultan Ala ed-Din met à sac les cités, n’épargnant ni les Hindous ni les Musulmans. Les temples sont systématiquement détruits et les idoles brisées[5].
- Un nouveau raid mongol est arrêté devant Dehli[6].
- Fondation du beylik ottoman, qui deviendra plus tard, l'empire ottoman par Osman Gazi

### Europe
- 25 janvier : Mathilde d'Aremberg épouse Engelbert II de La Marck, à l'origine de la deuxième lignée de la maison d'Aremberg (fin en 1547)[7].
- 25 mai[8] : une médiation du pape et de Charles II d'Anjou amène Venise et Gênes à signer la paix de Milan.
- 19 juin : le traité de Montreuil-sur-Mer rétablit la paix entre la France, la Flandre et l'Angleterre : Philippe IV le Bel rend au roi d'Angleterre Édouard Ier la Guyenne mais conserve la ville de Bordeaux[9].
- 4 juillet : bataille du cap Orlando (ca). Victoire navale de la flotte coalisée de Jacques II d'Aragon et de Charles II d'Anjou, sous les ordres de l'amiral Roger de Lauria et de Robert, fils de Charles II, sur la flotte sicilienne de Frédéric II de Sicile[10]. Les coalisés débarquent en août en Sicile mais ne profitent pas de leur avantage.
- 13 juillet : début du règne d'Haakon V Magnusson, roi de Norvège qui transfère la capitale à Oslo (jusqu'en 1319)[11]. Il fait édifier la forteresse d’Akershus près d’Oslo.
- 10 novembre : Jean Ier de Hollande meurt de maladie à Harlem. Son cousin Jean Ier de Hainaut lui succède. Union de la Frise, de la Zélande et de la Hollande avec le Hainaut au profit de la dynastie d’Avesnes[12].
- novembre:Concile provincial de Béziers[13],[14]
- 1er décembre : Philippe de Tarente est battu et fait prisonnier à Trapani par Frédéric II de Sicile[15].
- 8 décembre[16] : conférence de Vaucouleurs. Alliance de Philippe IV le Bel, roi de France, et d'Albert Ier d'Autriche contre le pape Boniface VIII.
- 23 décembre : le pape Boniface VIII confère l'archevêché de Bordeaux à Bertrand de Got[17].
- Décembre[18] : le khan de la Horde d'or Tolkaï, vainqueur sur les rives du Dniepr grâce à des troupes auxiliaires russes, se débarrasse de la tutelle de Nogaï, qui est tué dans la bataille. Les femmes et les enfants de sa tribu sont vendus comme esclaves.
  - Les Tatars se retirent de Moldavie après la mort de Nogaï. L’influence hongroise se fait sentir à partir de 1300, sans doute à la demande des chefs locaux.

- Paix entre la Serbie et l'empire byzantin[19]. Le tsar de Serbie Stéfan Milûtine porte ses conquêtes jusqu’aux limites méridionales de l’actuelle Yougoslavie.
- Le magnat Matthieu Csák (1260-1321), se rend maître de la Slovaquie centrale et occidentale à partir du château de Trenčín. Il est partisan du roi tchèque Venceslas comme roi de Hongrie. Il est finalement battu par Carobert, qui annexe ses territoires au domaine royal[20].
- Empire byzantin : Constantinople est en proie à une famine (fin en 1303) qui fait de nombreux morts malgré l’activité du patriarche Athanase. Celui-ci dénonce les puissants, qui stockent le grain et font monter les prix et les Latins, qui préfèrent vendre le blé étranger en Occident plutôt qu’à Byzance et exportent même du blé de Thrace qui fait défaut aux Grecs.
- Russie : Transfert du métropolite de Kiev Maxime (1287-1305) à Vladimir qui devient la capitale religieuse russe jusqu’en 1326[21]. L’abbé du monastère Saint-Georges à Novgorod reçoit le titre d’archimandrite, qui consacre sa prééminence dans la hiérarchie ecclésiastique locale.